# Contea di Alamance
La contea di Alamance, in inglese Alamance County, è una contea dello Stato della Carolina del Nord, negli Stati Uniti. La popolazione al censimento del 2000 era di 130 800 abitanti. Il capoluogo di contea è Graham.

## Geografia fisica
La contea di Alamance si trova nella parte centrale della Carolina del Nord. L'U.S. Census Bureau certifica che l'estensione della contea è di 1126 km², di cui 1114 km² composti da terra e i rimanenti 12 km² composti di acqua.

### Contee confinanti
- Contea di Caswell (Carolina del Nord) - nord
- Contea di Orange (Carolina del Nord) - est
- Contea di Chatham (Carolina del Nord) - sud
- Contea di Randolph (Carolina del Nord) - sud-ovest
- Contea di Guilford (Carolina del Nord) - ovest

## Storia
La contea di Alamance fu costituita nel 1849.

## Geografia antropica

### Città
- Burlington
- Graham
- Mebane

### Towns
- Elon
- Gibsonville
- Green Level
- Haw River
- Ossipee
- Swepsonville

### Villaggio
- Alamance

### Township

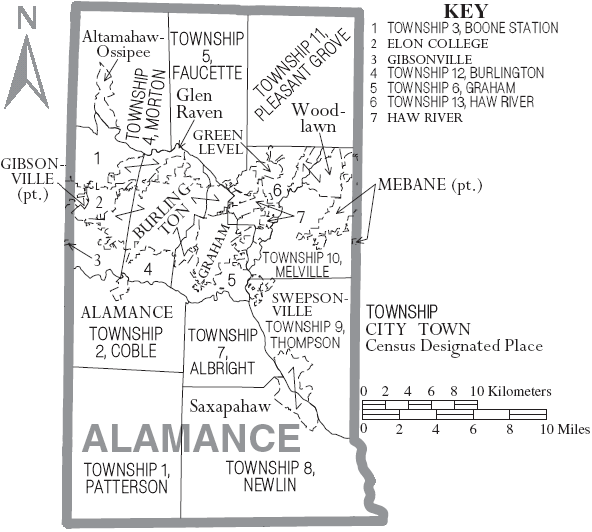
Mappa della Contea di Alamance, Carolina del Nord, con indicate le municipalità e le township

1. (Patterson): non ha aree incorporate
2. (Coble): Alamance
3. (Boone Station): Elon, parte di Burlington, parte di Gibsonville
4. (Morton): Ossipee
5. (Faucette): non ha aree incorporate
6. (Graham): Graham, parte di Burlington
7. (Albright): Swepsonville
8. (Newlin): non ha aree incorporate
9. (Thompson): non ha aree incorporate
10. (Melville): Mebane
11. (Pleasant Grove): non ha aree incorporate
12. (Burlington): Burlington
13. (Haw River): Haw River, Green Level

### Census-designated place
- Altamahaw
- Glen Raven
- Saxapahaw
- Woodlawn

### Comunità non incorporate
- Altamahaw-Ossipee
- Bellemont
- Eli Whitney
- Glencoe
- Glen Raven
- Mt. Hermon
- Saxapahaw
- Snow Camp